# Dicranota (Rhaphidolabis) subtumidosa
Dicranota (Rhaphidolabis) subtumidosa is een tweevleugelige uit de familie Pediciidae. De soort komt voor in het Oriëntaals gebied.